# Jürgen Schmieder (Autor)
Jürgen Schmieder (* 1979 in Tirschenreuth) ist ein deutscher Journalist, Kolumnist und Schriftsteller. Er schreibt für die Süddeutsche Zeitung und hat als Autor Bücher über Selbstversuche verfasst. Sein Buch Du sollst nicht lügen! wurde ein Bestseller.

## Leben und Wirken
Jürgen Schmieder stammt aus Tirschenreuth in der Oberpfalz in Bayern. Nach dem Abitur begann er ein Studium der Germanistik, Volkswirtschaftslehre und Medienwissenschaften in Regensburg, denen sich ein Studium der Filmwissenschaften in Michigan, USA sowie des Kulturjournalismus an der Filmhochschule in München anschloss.
Er ist als Kolumnist sowie als Redakteur und Onlineredakteur bei der Süddeutschen Zeitung tätig, seit 2013 als Reporter in den Vereinigten Staaten. Seine erfolgreichste Kolumne ist Mein Bauch gehört mir. Auch schreibt er regelmäßig über Sport.
Schmieder ist verheiratet und Vater eines Sohnes. Die Familie wohnt in Los Angeles. In einem Essay für die Süddeutsche Zeitung schrieb Schmieder im September 2020, dass die Familie täglich daran denke, aus Kalifornien fortzuziehen.

## Werk
Einem breiteren Publikum wurde Schmieder bekannt durch seine Bücher, von denen Du sollst nicht lügen! zu einem Bestseller wurde. In seinen Büchern beschreibt er Selbstversuche und geht damit der Frage nach, inwieweit Realität und Fiktion im alltäglichen Leben verwoben sind. Ob Selbstversuche durch Diäten und Abnehmen, den Versuch, nicht zu lügen, den Versuch, alle (tugendhaften) und gesellschaftlichen Gesetze und Regeln einhalten zu wollen oder fast alle Religionen der Welt auszutesten, stets kommen dabei komische Situationen zustande, bei denen Schmieder der Gesellschaft den Spiegel vorhält. Das Buch Du sollst nicht lügen! wurde auch ins Türkische, Brasilianische, Portugiesische und Koreanische übersetzt. Das Buch Ich will in den Himmel war in Südkorea ein Bestseller und führte zu einer Dokumentation über Buch und Autor in Südkorea.

## Schriften (Auswahl)
- Mein Bauch gehört mir. Süddeutsche Zeitung, München 2008, ISBN 978-3-86615-615-9.
- Du sollst nicht lügen! Von einem, der auszog, ehrlich zu sein. Bertelsmann, München 2010; Goldmann, München 2011, ISBN 978-3-442-15682-5.
- Ich will in den Himmel oder als glückliche Kuh wiedergeboren werden. Vom demütigen Versuch, ein religiöser Mensch zu werden. Bertelsmann, München 2011; btb, München 2012, ISBN 978-3-442-74451-0.
- Mit einem Bein im Knast. Mein Versuch, ein Jahr lang gesetzestreu zu leben. Bertelsmann, München 2013, ISBN 978-3-570-10144-5.
- Sport – Das Buch (zusammen mit Johannes Aumüller). Bertelsmann, München 2014, ISBN 978-3-570-10174-2.
- Der Frauenversteher. Bertelsmann, München 2016, ISBN 978-3-570-10201-5.
- Gebrauchsanweisung für Tennis. Piper, München 2018, ISBN 978-3-492-27714-3.
- Touchdown! Alles über American Football. Piper, München 2020, ISBN 978-3-492-31689-7.
- Arschtritt ins Glück, Bertelsmann, München 2024, ISBN               978-3-570-10532-0.